# مارسيل أوغوستو أوتان
مارسيل أوغوستو أوتان (بالبرتغالية: Marcel Augusto Ortolan‏) (مواليد 12 نوفمبر 1981)، هو لاعب كرة قدم كان يلعب كمهاجم.

## وصلات خارجية
- مارسيل أوغوستو أوتان على موقع رابطة كرة القدم اليابانية للمحترفين (اليابانية)
- مارسيل أوغوستو أوتان على موقع دوري كوريا الجنوبية (الإنجليزية)
- مارسيل أوغوستو أوتان على موقع قاعدة بيانات كرة القدم.إي يو (الإنجليزية)
- مارسيل أوغوستو أوتان على موقع Soccerway.com (الإنجليزية)
- مارسيل أوغوستو أوتان على موقع عالم كرة القدم.نت (الإنجليزية)